# Liste des élections dans la province du Canada
Ceci est une liste des résultats des élections dans la province du Canada de 1841 à 1867.
La province du Canada est formée en 1840 par l'union des colonies britanniques du Haut-Canada et du Bas-Canada. Huit élections ont lieu pour élire l'Assemblée législative.
Les lignes politiques n'étaient pas aussi structurées qu'aujourd'hui, mais des partis existaient cependant. Après l'établissement d'un système de double majorité, les projets de loi devaient obtenir les voix d'une majorité des députés du Canada-Ouest et du Canada-Est, ce qui a pu mener à des coalitions entre des libéraux de l'Ouest et des conservateurs de l'Est ou vice-versa.
En 1867, le Canada-Ouest et le Canada-Est deviennent l'Ontario et le Québec, deux des provinces fondatrices de la Confédération canadienne.

## Liste
- Family Compact, Clique du Château
- Parti réformiste, Parti rouge
- Parti bleu, Parti libéral-conservateur
- Clear Grits, Parti libéral